# Natura 2000-område nr. 117 Kajbjerg Skov
Natura 2000-område nr. 117 Kajbjerg Skov ligger på Østfyn, ud til Storebælt, syd for Nyborg , og har et areal på 294 hektar og er privatejet.

## Områdebeskrivelse
Kajbjerg Skov er levested for stor vandsalamander, og har stedvis en artsrig bundflora med flere arter af orkideer. Langs kysten findes et næsten ubrudt skovbryn af selvsået eg, bøg, vildæble og almindelig røn.
Natura 2000-området består af Habitatområde nr. H101 og
ligger i Nyborg Kommune i Vandområdedistrikt Jylland og Fyn og Vandområdedistrikt Sjælland i vandplanopland Vandplan 1.14 Storebælt 
Kajbjerg Skov er en del af den 720 hektar store naturfredning af området omkring Holckenhavn fra 1959 

## Eksterne kilder og henvisninger
1. ↑  "Vandplan 1.14 Storebælt" (PDF). Arkiveret fra originalen (PDF) 1. december 2017. Hentet 17. maj 2018.
2. ↑  Om frednningen på fredninger.dk

- Kort over området på miljoegis.mim.dk
- Naturplanen Arkiveret 18. maj 2018 hos  Wayback Machine
- Basisanalysen 2016-21 Arkiveret 18. maj 2018 hos  Wayback Machine